# 智能燈柱
智能燈柱（或稱智慧燈柱、智能燈桿，反對者稱為監控燈柱）是一種新型智慧型燈柱，通常具備資訊及網路功能、高清鏡頭、智能用電等，可收集及監察當地的數據，及提供無線上網功能。反對者對其有辨識及精準定位功能等監控指控。

## 應用城市

### 香港
香港在2019年7月開始，啟動智慧燈柱試驗計劃。在九龍灣常悅道、啟德承啟道和觀塘市中心已有50支智慧燈柱啟用。香港的智慧燈柱的智能裝置，有交通探測器和全景攝影機，以及氣象感應器及空氣質素感應器等，收集氣象、空氣質素及交通快拍情況，加強城市及交通管理。並貼上「攝影機運作中　收集城市數據」的字樣貼紙。此外，智慧燈柱也使用無線射頻識別（RFID）技術。

#### 批評及反對

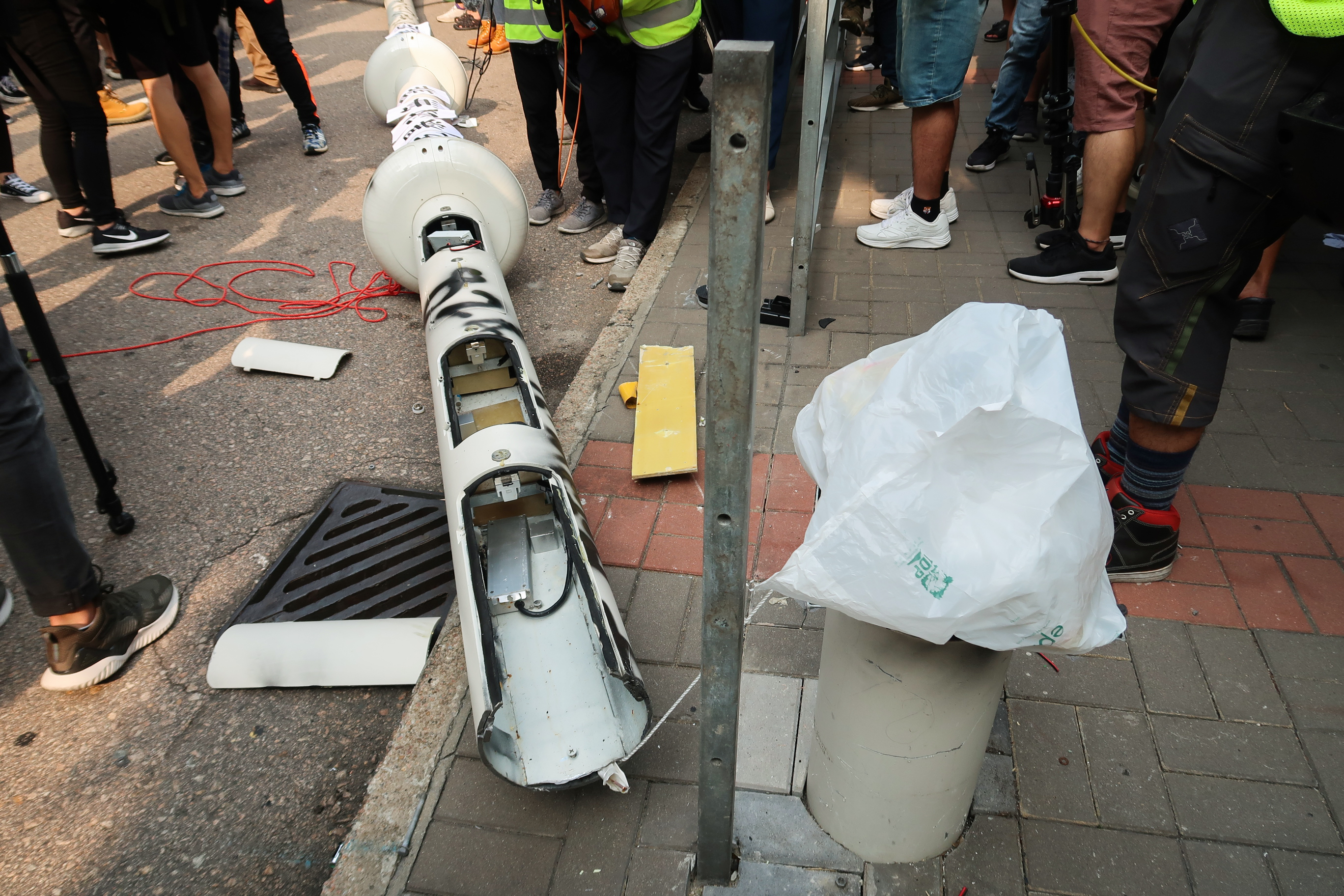
2019年8月24日「燃點香港‧全民覺醒」大遊行，九龍灣常悅道一支燈柱被鋸開底座，包含Ticktack標誌的SPLD01定位器零件因而曝光，引起市民被監控恐慌。

##### 監控憂慮及人面辦識功能
反對智能燈柱的人和團體關注智能燈柱的私隱問題，擔心燈柱能夠以RFID及Wifi渠道進行監控侵犯個人私隱及對途人進行人面辨識，正如中國大陸的天網工程對民眾的大规模监控。政府發言人黃志光表示燈柱不會有人面辦識功能。

##### 香港智能燈柱被示威者毀壞事件
在2019年8月24日香港反對逃犯條例修訂草案遊行中，示威者破壞智能燈柱，以表示抗議智能燈柱潛在的監控。燈柱被破壞後，市民發現燈柱內使用的零件中，包含一個有(T3)Ticktack Technology標誌的藍牙定位器SPLD01，而Ticktack的網頁顯示了上海三思路燈，也就是中國大陸天網工程的工程承辦商之一。政府則解釋藍牙定位器可提供比GPS更精準的位置訊息予市民和遊客，上寫的訊科系統有限公司為本地企業及智慧燈柱項目合約分判商。訊科系統亦指公司與上海三思沒有任何股權或從屬關係。但監控燈柱關注組反駁政府表示技術文件顯示藍芽裝置的要求為100米範圍內探測到百份之九十以上藍牙設備的MAC位址。